# Cyprien Iov
Cyprien, vlastním jménem Cyprien Iov (* 12. května 1989 Nice), je francouzský youtuber rumunského původu, herec, scenárista a autor komiksů.

## Životopis
Narodil se 12. května 1989 rumunským rodičům v Nice a vyrůstal v departementu Var. Má dva bratry a sestru. Studoval na škole v Figanières (v departementu Var), ale později od školy upustil a přestěhoval se do Paříže kvůli filmové pracovní nabídce. Proslavil se svými videi na serveru Dailymotion pod pseudonymem Monsieur Dream a od roku 2007 pokračoval v tvorbě videí na YouTube pod jménem Cyprien.
Dosahoval stále většího úspěchu s humornými videoklipy a krátkými filmy, které psal a někdy i režíroval. Ve stejné době začal pracovat na komiksech Roger et ses humains (Roger a jeho lidé) s Maximem Marinem (známým pod pseudonymem Paka). Také účinkoval jako herec či dabér v seriálech a celovečerních filmech. Proslavil se též audiovizuální ságou L'Épopée temporelle (Epos o čase).
V letech 2013 až 2020 byl nejsledovanějším francouzským youtuberem s desítkami milionů zhlédnutí a od roku 2020 je druhým nejsledovanějším francouzsky mluvícím tvůrcem videí z hlediska počtu odběratelů, hned za Squeeziem. V srpnu 2022 měl jeho kanál na YouTube přes 14 milionů odběratelů a přes 3 miliardy zhlédnutí.

## YouTube
Největšího vrcholu Cyprien dosáhl v letech 2013 - 2014, kdy natáčel vtipné skeče jako například Je déteste (Nesnáším, když...), L'école (Škola), Les pubs vs La vie (Reklamy vs. Skutečnost), Quand j'étais petit je croyais que (Když jsem byl malý, myslel jsem si, že...), 20 choses sur moi (20 faktů o mně)...
V průměru počet zhlédnutí na jednom videu z roku 2013 je přes 40 milionů, tato legendární videa je dokonce možné sledovat s českými nebo anglickými titulky.
Svůj YouTube kanál si založil v roce 2007 a jeho první video, které je stále možné sledovat, se jmenuje Le McDonald's, které bylo nahráno 6. dubna 2009, Cyprien zde stále ještě působil pod přezdívkou Monsieur Dream.
16. prosince 2012 Cyprien dosáhl jednoho milionu odběratelů, a v ten moment nastal zlom kdy Cyprienova videa "vybouchla" po celé Francii, v srpnu 2013 měl Cyprien 3 miliony odběratelů, přesně o rok později v srpnu 2014 6 milionů odběratelů. Poté Cyprienův vrchol trochu opadl, jelikož dalšího milníku - 10 milionů odběratelů dosáhl v lednu 2017. K srpnu 2022 má Cyprien na svém kanále 14,4 milionů odběratelů a jeho pravidelnost vydávání videí za rok 2022 je 9 videí ročně (YouTube Shorts nepočítány).